# Visp
Visp (fr. Viège, gsw, Fischp) – miasto i gmina (Politische Gemeinde) w południowej Szwajcarii, w kantonie Valais, siedziba administracyjna okręgu (Bezirk) Visp. Leży u wylotu doliny Vispertal, nad Rodanem.
Miasto słynie z fabryki Lonza Group, szwajcarskiej firmy chemicznej i biotechnologicznej, otworzonej w 1907 roku, która pozostaje najważniejszym pracodawcą w mieście, zatrudniając łącznie ponad 3 tys. pracowników. 

## Demografia
W Visp mieszkają 8183 osoby. W 2021 roku 26,9% populacji gminy stanowiły osoby urodzone poza Szwajcarią. 

## Sport
- EHC Visp – klub hokeja na lodzie

## Osoby

### urodzone w Vispie
- Joseph Blatter, działacz sportowy
- Ylena In-Albon, tenisistka

### związane z miastem
- Theodor Adorno, filozof niemiecki, 6 sierpnia 1969 podczas urlopu zmarł współtwórca szkoły frankfurckiej
- Willi Boskovsky, austriacki skrzypek i dyrygent, 21 kwietnia 1991 zmarł na udar mózgu

## Transport
Przez teren gminy przebiegają A9 oraz drogi główne nr 212 i nr 213. 